# Desert Night Camouflage

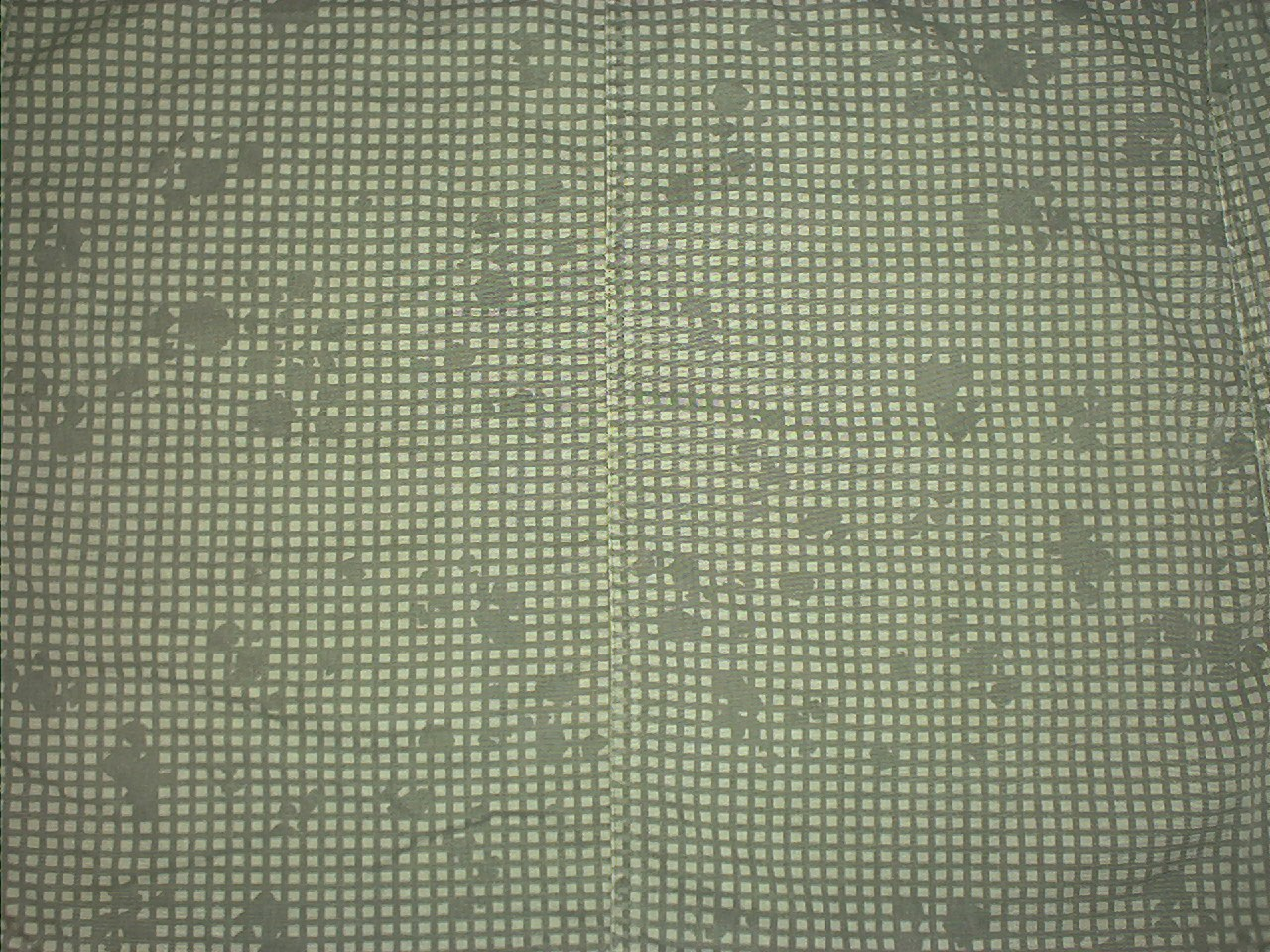
Desert Night Camouflage

Desert Night Camouflage  – kamuflaż nocny  Sił Zbrojnych USA stosowany w czasie I wojny w Zatoce. Kamuflaż ten miał zapewnić lepsze maskowanie nocą na terenach pustynnych, przede wszystkim przy stosowaniu przez wroga noktowizji. Z powodu pojawienia się nowszych systemów noktowizyjnych kamuflaż wyszedł z użycia w połowie lat 90.
W tym kamuflażu wykonywano parki oraz spodnie nakładane na tradycyjny mundur. Wykorzystywane były m.in. przez zwiadowców i snajperów amerykańskich oraz brytyjskich.